# بينجامين غوتيريز
بينجامين غوتيريز (بالإسبانية: Benjamín Gutiérrez)‏ هو ملحن كوستاريكي، ولد في 3 يناير 1937 في سان خوسيه في كوستاريكا.

## روابط خارجية
- بينجامين غوتيريز على موقع IMDb (الإنجليزية)
- بينجامين غوتيريز على موقع ميوزك برينز (الإنجليزية)